# 요코야역
요코야역(일본어: 横屋駅)은 일본 기후현 미즈호시에 위치한 다루미 철도 다루미 선의 철도역이다. 단선 승강장 1면 1선의 구조를 갖춘 지상역이다.

## 역 주변
- 국도 제21호선
- JR 도카이 도카이도 본선
- 미즈호 시립 미나미 소학교
- 미즈호 시립 우시키 소학교

## 역사
- 1960년 2월 15일 : 일본국유철도 다루미 선의 역으로서 개업.
- 1984년 10월 6일 : 다루미 철도로 전환.

## 인접 역
| 다루미 철도 다루미 선    | 다루미 철도 다루미 선 | 다루미 철도 다루미 선 |
| ------------------------ | --------------------- | --------------------- |
| 히가시오가키 오가키 방면 | ■ 다루미 선           | 주쿠조 다루미 방면    |